# Pyl'
Pyl' (Пыль) è un film del 2005 diretto da Sergej Loban.

## Trama
Il film racconta di un ragazzo debole che sogna un corpo ideale, che è stato selezionato per uno strano esperimento sotto il controllo dei servizi segreti. Non sospetta nemmeno che il peggio debba ancora venire.